# Eugène Cotte
Eugène Cotte (1889-1976) est un antimilitariste, insoumis et anarchiste français.
Déserteur, refusant d’accomplir son service militaire en 1910, il rejoint, au début de la Première Guerre mondiale, son régiment pour combattre. Il est ainsi à l'image d'une fraction notable du mouvement libertaire qui abandonne l'internationalisme et rallie les positions de Pierre Kropotkine de « défense de la civilisation contre le militarisme allemand » (Manifeste des Seize).
En 1916, blessé pendant la Bataille de la Somme, il rédige à l'hôpital militaire ses mémoires, un témoignage exceptionnel

## Biographie
Eugène Cotte nait le 25 mars 1889 dans une famille de petits cultivateurs pauvres habitant la commune de Pannes (Loiret).
Après avoir obtenu son certificat d’études primaires, il quitte l’école et travaille dans la ferme de ses parents.
La lecture des journaux républicains et anticléricaux de son père éveille son sens critique.
En 1905, il travaille comme domestique dans une ferme, il est un « salarié de la campagne ».
Dans un village voisin, il se lie d’amitié avec trois anarchistes issus comme lui du monde rural. Il travaille dans différentes fermes de l’Yonne et lit les publications syndicalistes, anarchistes (Les Temps nouveaux, L'Anarchie), tout en gardant ses réflexions personnelles. Ainsi, il reproche aux syndicalistes d’avoir instauré une bureaucratie supplémentaire et une centralisation, aux communistes d’escompter une révolution en renonçant à l’émancipation des ouvriers par l’éducation, aux individualistes d’être encore plus méprisants vis-à-vis des travailleurs,.
En 1910, il refuse d’accomplir son service militaire, prépare son insoumission et se réfugie en Suisse où il travaille comme terrassier dans le bâtiment et fréquente les milieux libertaires.
Rentré en France en décembre 1912, il est arrêté, deux mois plus tard à Lyon, lors d’un contrôle de police inopiné. Il passe en conseil de guerre et est condamné à trois mois de prison.
À sa libération, il est incorporé de force au 17e régiment d’infanterie de ligne, à Gap, où il mène un grève de la faim, non déclarée, pendant plusieurs semaines. Son état physique se détériore et il est finalement réformé en octobre 1913.
Pourtant, en 1914, dans l'élan de l'Union sacrée, il décide de rejoindre son unité, le 23e régiment d'infanterie coloniale.
Il le justifie de deux manières : lutter contre le « militarisme allemand », l’invasion étrangère qu’il n’accepte pas, et surtout ne pas « se défiler », par égard et solidarité de classe envers les travailleurs mobilisés.
Il combat à Gallipoli dans les Dardanelles, puis de retour en France, sur la Somme, où il est blessé le 1er juillet 1916. Après sa convalescence, il rejoint le dépôt des isolés coloniaux à Marseille, avant de rejoindre le 7 janvier 1917 le 53e bataillon de tirailleurs sénégalais à El-Kantara en Algérie. 
De retour en France, il est nommé caporal-fourrier le 23 avril 1918. Avec le 53e BTS, il est intoxiqué par les gaz, le 22 juillet 1918 dans les combats autour de Fleury-la-Rivière et évacué dans un hôpital militaire. Il rejoint son régiment le 14 septembre pour participer aux derniers combats au Nord-Ouest de Fismes. Il est cité à l'ordre no 122 du régiment le 25 octobre 1918 :" A pris part aux affaires du 18 et 26 juillet et du 30 septembre au 2 octobre. A montré de l'entrain, de l'endurance et de la bravoure" et reçoit la croix de guerre avec étoile de bronze.
Démobilisé en 1919, il rejoint Pannes et devient cantonnier municipal. En 1921, il se marie avec Edmée Gagnon et ayant réussi le concours de cantonnier-chef, il est nommé à Gien. 
En 1935, ses demandes de pensions militaires pour sa blessure de juillet 1916 et son intoxication au gaz en juillet 1918 ne sont pas prises en compte par l'administration militaire.
Trop âgé pour être mobilisé en 1939, il est arrêté sur dénonciation et emprisonné en 1943, pour avoir accueilli pendant plusieurs mois un ami juif allemand, qu'il avait connu avant guerre. 
En 1945, Il reprend son travail aux ponts et chaussées, adhère au Parti communiste, met en place le comité local de libération à Pannes, participe aux États généraux de la renaissance de la France organisés par le Comité national de la résistance. Conseiller municipal de 1959 à 1965, membre actif de la CGT, il reste au contact avec mes mouvements anarchistes et garde une attitude très réservée et critique sur le rôle des informations qu'il reçoit de l'URSS.

### Autobiographie
C’est sur son lit d’hôpital qu’il rédige, en août et septembre 1916, ses mémoires. De son enfance à sa vie adulte d’avant-guerre, puis de soldat de février 1915 à septembre 1916. Durant son séjour en Algérie de janvier 1917 à mars 1918, il continue d’écrire et remplit un cahier qui n’a pas été édité.
Il conclut ses mémoires par un plaidoyer pacifiste : « le seul moyen de vivre librement et paisiblement est d’abord de rendre les richesses du pays au pays lui-même et non à quelques profiteurs qui vivent grassement sur la misère des autres, et de vous organiser sans jamais prendre de chefs qui vous tromperont toujours, ni abdiquer la plus infime parcelle de votre volonté, ni de votre liberté, entre les mains de représentants et de gouvernants. [...] Si tu veux la paix, prépare la paix ! »
Le texte est découvert après sa mort par sa fille et transmis par Philippe Worms aux éditeurs.

## Mémoires
- Je n'irai pas ! Mémoires d'un insoumis, avant-propos Philippe Worms, préface Guillaume Davranche, Montreuil, Éditions La Ville brûle, 2016,  (ISBN 9782360120734), (OCLC 953089600), (BNF 45061928), présentation éditeur.